# Кінтанас-де-Гормас
Кінтанас-де-Гормас (ісп. Quintanas de Gormaz) — муніципалітет в Іспанії, у складі автономної спільноти Кастилія-і-Леон, у провінції Сорія. Населення — 152 особи (2010).
Муніципалітет розташований на відстані близько 140 км на північний схід від Мадрида, 50 км на південний захід від Сорії.

## Демографія
Динаміка населення (INE ):

## Галерея зображень

Розташування муніципалітету Кінтанас-де-Гормас